# Bassie en Adriaan
Bassie en Adriaan (Bas en Aad van Toor) was een Nederlands artiestenduo dat vooral bekend werd door de gelijknamige televisiereeks die liep van 1978 tot 1996 bij de Nederlandse en Vlaamse publieke omroep, en daarna nog veelvuldig werd herhaald. Bassie was een clown en Adriaan een acrobaat. In 2003 hadden zij hun laatste gezamenlijke (theater)tournee.

## Geschiedenis

### Achtergrond
De gebroeders Van Toor waren van 1955 tot en met 1980 bekend onder de naam The Crocksons, een Nederlands acrobatenduo.
In 1964 traden ze twee maanden lang op als clowns samen met Pipo de Clown in een circusshow van Rudi Carrell. De act was door Bas en Aad zelf geschreven.
Vanaf begin jaren 70 traden ze op in de Spaanse toeristenstad Benidorm met een kindershow.
Adriaan speelde hierin nog niet de rol van acrobaat maar hij was aangever in een kostuum onder de naam Meneer Adriaan.
Eind 1975 keerde het duo definitief terug naar Nederland. Ze pakten elke mogelijkheid aan om Bassie en Adriaan bekendheid te geven en verschenen bij de kindertelevisieprogramma's Sinterklaas is jarig en Stuif es in. Met de kindershow traden ze namelijk wegens naamsbekendheid op onder de naam van hun acrobatenact. In 1976 verscheen de eerste single Alles is voor Bassie wel onder de naam Bassie en Adriaan.
In deze periode kwamen zij in contact met producer Joop van den Ende die net een eigen televisiebedrijf had opgezet. Zij stelden hem voor een televisieserie uit te werken rondom de avonturen van Bassie en Adriaan. Door het idee om de serie eerst in een circus af te laten spelen werd van het karakter Adriaan een acrobaat gemaakt. In 1976 werd een proefaflevering bij een Vlaardingse banketbakkerij opgenomen.
Op 10 januari 1978 werd een start gemaakt met de televisieserie Bassie & Adriaan: De Plaaggeest bij de TROS.
In de periode 1980-1982 had het duo in samenwerking met Van den Ende een eigen circus genaamd (TROS) Circus Bassie en Adriaan waarmee het duo door Nederland en België toerde. Ook waren ze betrokken bij circus Renz in de periode 1978-1989. Tevens trokken de broers door Nederland en België met de Bassie & Adriaan Lachspektakelshow in theaters en sporthallen.
Vanaf 1983 produceren Bas en Aad de voorstellingen, televisieseries en merchandising zelf. In Het geheim van de schatkaart spelen zij bovendien beiden een dubbelrol; Bas als Vlugge Japie en Aad als De Baron (de rol werd later door Paul van Gorcum gespeeld). Dit deden zij eerder op de radio in het hoorspel Bassie en Adriaan Op Schattenjacht.
In 1997 werden ze tijdens een speciale televisiegala, ter gelegenheid van meer dan 40 jaar in het artiestenvak, benoemd tot Ridder in de Orde van Oranje-Nassau.
In oktober 2002 kondigden zij een afscheidstournee aan. Een paar maanden later werd bij Aad van Toor een ernstige vorm van kanker aan de speekselklieren ontdekt. Op woensdag 30 juli 2003 kwam daardoor een abrupt einde aan de afscheidstournee. Als alternatief einde trok Aad nog eenmaal zijn Adriaan-kostuum aan en presenteerde op 31 december 2003 de De Bassie en Adriaan 24 uurs-marathon op Nickelodeon. In 2010 is Aad genezen verklaard.

### Latere jaren
Op 1 juli 2004 openden de broers de eerste Bassie en Adriaan-tentoonstelling in het TV Toys Museum en waren zij aanwezig bij de Nickelodeon Kids' Choice Awards 2004.
In februari 2004 startte Bas van Toor samen met goochelaar Sylvia Schuyer de theatervoorstelling Magiclandshow: The Beauty and The Clown. Wegens tegenvallende kaartverkopen werd de show na 2 maanden gestopt.
Aan het einde van het jaar toerde hij met zijn schoonzoon Evert van den Bos (als aangever en toneelmeester) bij Circus Althoff. In 2005 startte hij de show Bassie en zijn vriendjes samen met Van den Bos en goochelaar en buikspreker Peter Grooney (die tot eind 2007 bleef). Hierbij werden ook twee nieuwe televisieseries geproduceerd: Bassie en de reis van Zwarte Piet en Bassie en de speurtocht naar Charly en een regionaal studioprogramma. Van 2008 tot en met 2013 toerde hij vervolgens met de Bassie lachspektakelshow.
In januari 2005 verscheen na meer dan twintig jaar een van de twee verloren afleveringen van Het geheim van de sleutel op dvd. In maart werd vervolgens de laatste dvd van de theaterreeks Bassie en Adriaan: Lachspektakelshow uitgebracht (opgenomen in 1999). Hetzelfde jaar kreeg Aad van Toor na een rechtszaak voor een deel de originele opnamebanden van De huilende professor in zijn bezit. Ook begon in deze periode een rechtszaak met verschillende acteurs uit de serie om betalingen.
In 2006 werd hun carrière gedocumenteerd in De herfst van Bassie en Adriaan.
In 2007 werd op de homepage van Aad van Toor wekelijks in vijf delen in lage kwaliteit de tweede verloren aflevering van Het geheim van de sleutel online gezet. De originele filmrol is echter nog steeds zoek.
In 2008 verscheen Bas van Toor als Clown Bassie tweemaal in een reclame van OHRA met de kreten “Hé buurmannetje, bakkie?” en “Hé buurmannetje, baby?” Aad van Toor was in 2009 te zien als Adriaan, samen met Robin de Robot, in de film Sinterklaas en de Verdwenen Pakjesboot, dit keer echter nog zonder zijn Adriaan-kostuum aan. In dit jaar verscheen ook de speciale aflevering De Verdwenen Trosster op dvd.
In 2012 werd het 'Bassie & Adriaan Channel' op YouTube gestart waarop verschillende liedjes en fragmenten worden geüpload uit de televisieseries. Ook werden de circusuitzendingen uit de jaren 80 gehermonteerd geüpload onder de naam Bassie & Adriaan in het circus. Deze registraties zijn nooit herhaald of op video of dvd uitgebracht. In 2013 verscheen een documentaireserie Bassie & Adriaan: 35 Jaar Op TV!
In september 2014 ging het titellied Hallo vriendjes viral.
In 2015 brachten Bassie & Adriaan nog een grote caravanbox uit met alle films en series die zij hebben gemaakt. De broers Van Toor brachten in 2017 beiden apart een autobiografisch boek uit. Aad schreef het boek Moe, ik kan een salto! en Bas het boek Allememaggies!.
In 2018 werd een actie opgezet om Bassie en Adriaan op Netflix te krijgen. Op 10 mei van dat jaar werd er een 'Bassie en Adriaan-marathon' georganiseerd en kreeg de serie De reis vol verrassingen eenmalig een bioscooprelease, in het bijzijn van Aad van Toor, in zijn Adriaan-kostuum. Een jaar later was Aad van Toor weer als Adriaan te zien in de film De Brief voor Sinterklaas.
In 2020 kregen Bas en Aad uit handen van hun management een award voor ruim 100 miljoen views op YouTube. Eerder kregen ze al een Silver Creator Award voor 100.000 abonnees op YouTube. Tevens werd in 2020 en 2021 in samenwerking met Aad van Toor een online Bassie en Adriaan pubquiz georganiseerd.
In januari 2023 nam de zanger Mart Hoogkamer het nummer In Spanje op, een cover van het originele nummer De Spaanse Zon van Bassie en Adriaan. In november 2023 ging de documentaire Bassie en Adriaan: Een schat aan herinneringen in première in de bioscoop. De documentaire werd op 7 januari 2024 door AVROTROS uitgezonden.

### Incidentele terugkeer

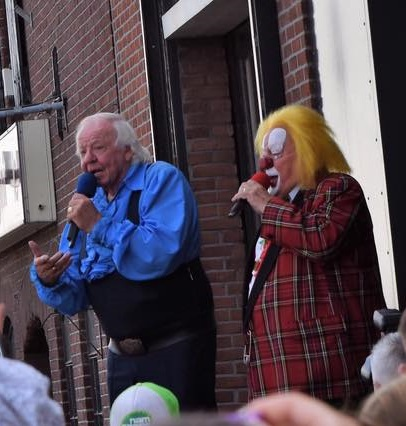
Bassie & Adriaan bij de opening van de Bassie en Adriaan-tentoonstelling in Vlaardingen op 8 juli 2017

In 2011 keerden Bas en Aad samen terug als Bassie en Adriaan in een reclame van Nuon. In 2012 waren ze te zien in een reclame van Honda en spraken ze de stemmen in voor een Bassie en Adriaan-spel voor op de iPad.
In februari 2013 openden Bas en Aad als Bassie & Adriaan een tweede Bassie en Adriaan-tentoonstelling 'Bassie & Adriaan - 35 Jaar Op TV' in het Oude Ambachten & Speelgoed Museum. Later dat jaar maakten Bassie en Adriaan eenmalig een terugkeer op het toneel op een fandag.
In 2015 verscheen de bioscoopfilm Keet & Koen en de Speurtocht naar Bassie & Adriaan. Hoewel het in de media als afscheid wordt getypeerd, verschenen zij daarna toch nog gezamenlijk in diverse promotiefilmpjes op hun eigen YouTube-kanaal en Facebook.
In juli 2017 was er een derde tentoonstelling te zien in het Familietheater Flamingo in Vlaardingen. Deze werd door 10.000 mensen bezocht. Hierbij waren Bassie en Adriaan regelmatig zelf aanwezig in kostuum voor een ontmoeting met de fans.
Op 3 september, de laatste dag van de tentoonstelling, gaven ze een klein optreden bij een draaiorgel dat 'Bassie en Adriaan-muziek' speelde. Dit zou het laatste gezamenlijke publieke optreden van Bassie en Adriaan worden.
Voor het programma de De Slimste Mens waren zij in het winterseizoen 2017-2018 samen met regelmaat te zien als vragenstellers in de open deur-ronde. De opnames hiervan vonden plaats op 1 september 2017.
In mei 2018 maakte Bas van Toor bekend definitief te stoppen met zijn alter ego clown Bassie.

## Overzicht van werk

### Televisieseries
De televisieseries hebben in de loop van de jaren verschillende (na)bewerkingen gehad.
| Titel                                            | Jaar        | Alternatieve titel                                              |
| ------------------------------------------------ | ----------- | --------------------------------------------------------------- |
| De plaaggeest                                    | 1978        | De avonturen van Bassie en Adriaan (originele titel)            |
| Het geheim van de sleutel                        | 1978-1979   | De nieuwe avonturen van Bassie en Adriaan (originele titel)     |
| De diamant                                       | 1979-1980   |                                                                 |
| De huilende professor                            | 1982        |                                                                 |
| Leren & Lachen met Bassie & Adriaan reeks 1 en 2 | 1984 & 1986 | Op stap met Bassie en Adriaan & Op bezoek met Bassie en Adriaan |
| Het geheim van de schatkaart                     | 1987        |                                                                 |
| De verdwenen kroon                               | 1988        |                                                                 |
| De verzonken stad                                | 1989        |                                                                 |
| Leren & Lachen met Bassie & Adriaan reeks 3      | 1990        | Hallo vriendjes en vriendinnetjes                               |
| De Geheimzinnige Opdracht                        | 1992        | Op reis door Europa                                             |
| De reis vol verrassingen                         | 1994        | Op reis door Amerika                                            |
| Liedjes uit Grootmoeders Tijd                    | 1995-1996   |                                                                 |

### Overige uitzendingen
| Titel                                   | Jaar      | Opmerking                              |
| --------------------------------------- | --------- | -------------------------------------- |
| Bassie & Adriaan in het circus          | 1981-1989 |                                        |
| Op de Henry Dunant                      | 1984      |                                        |
| Leer het verkeer                        | 1986-1987 | Als onderdeel van De Stop en Stap Show |
| Honderd maal Bassie & Adriaan           | 1987      | Alternatieve titel: Winterpret         |
| Te gast bij het Sophia Kinderziekenhuis | 1992      |                                        |
| Brieven aan de Koningin                 | 1992      |                                        |
| De Verdwenen Trosster                   | 1994      |                                        |
| 40 jaar Bassie en Adriaan               | 1997      | Registratie Bas en Aad van Toor Gala   |

### Direct-naar-video
| Titel             | Jaar | Opmerking |
| ----------------- | ---- | --------- |
| LIVE!             | 2002 |           |
| 25 Jaar Theater   | 2003 |           |
| Lachspektakelshow | 2005 |           |

### Bioscoopfilm
| Titel                                              | Jaar | Opmerking                          |
| -------------------------------------------------- | ---- | ---------------------------------- |
| Keet & Koen en de Speurtocht naar Bassie & Adriaan | 2015 | Afscheidsfilm van Bassie & Adriaan |
| Een schat aan herinneringen                        | 2023 | Documentairefilm                   |

### Compilaties
| Titel                                           | Jaar | Opmerking                                                                                           |
| ----------------------------------------------- | ---- | --------------------------------------------------------------------------------------------------- |
| 10 jaar Bassie & Adriaan                        | 1987 | Bevat speciale aan- en afkondigen in de caravan                                                     |
| Feest met Bassie & Adriaan                      | 1992 | Bevat speciale aan- en afkondigen in de caravan.                                                    |
| De leukste liedjes van Bassie & Adriaan         | 1993 | Bevat speciale aan- en afkondigen in de caravan. Alternatieve titel: De top 10 van Bassie & Adriaan |
| Bassie & Adriaan en de allerleukste liedjes     | 1997 | |
| Dromen met Bassie & Adriaan                     | 1998 | |
| Bassie & Adriaan met 25 liedjes - 25 jaar feest | 2001 | Alternatieve titel: Het liedjesfeest                                                                |
| Zing mee met Bassie en Adriaan                  | 2005 | Alternatieve titel: Karaoke, zing mee                                                               |

### Spin-offs
| Titel                     | Jaar | Opmerking                         |
| ------------------------- | ---- | --------------------------------- |
| Bassie's TROS Nieuws Neus | 1988 | Als onderdeel van de Nieuwsshow   |
| De reis van Zwarte Piet   | 2005 |                                   |
| Bassie en zijn vriendjes  | 2006 | Studioprogramma                   |
| De speurtocht naar Charly | 2007 | Alternatieve titel: De ontvoering |

### Presentatie
| Titel                                 | Jaar             | Opmerking                                                           |
| ------------------------------------- | ---------------- | ------------------------------------------------------------------- |
| Wie komt er alle jaren?               | 1986             | Uitgezonden op 5 december 1986 op Nederland 1 van 16:00-16:45.      |
| Kindernet                             | 1988 & 1991-1992 |                                                                     |
| Wonderland                            | 1993-1996        | Wekelijkse presentatie van 4 oktober 1993 tot en met 21 maart 1996. |
| De Bassie en Adriaan 24 uurs-marathon | 2003-2004        | Alleen Adriaan                                                      |

### In jeugdproducties van anderen
| Titel                                  | Jaar                                       | Opmerking                                                 |
| -------------------------------------- | ------------------------------------------ | --------------------------------------------------------- |
| Sinterklaas is jarig                   | 5 december 1975                            |                                                           |
| Stuif es in                            | 29 mei 1976, 26 december 1982              |                                                           |
| Ren je Rot                             | 15 maart 1978, 2 mei 1981                  |                                                           |
| Kameleon                               | 1983                                       |                                                           |
| De Blufkwis                            | 16 november 1983                           |                                                           |
| De Blufshow                            | 24 oktober 1984, 8 mei 1985, 10 maart 1986 |                                                           |
| O, kom er 's kijken                    | 5 december 1984                            | Alternatieve titel: Sinterklaasfeest met Bassie & Adriaan |
| Samson & Gert                          | 4 januari 1991                             |                                                           |
| Telekids                               | 1993, november 1995, 27 februari 1999      |                                                           |
| Kids for animals                       | 23 januari 1995                            |                                                           |
| Het Feest van Sinterklaas              | 1999-2002                                  |                                                           |
| Nickelodeon Kids' Choice Awards        | 23 oktober 2004                            |                                                           |
| Sinterklaas en de Verdwenen Pakjesboot | 2009                                       | Alleen Adriaan                                            |
| Mijn Kleine Grote Broer                | 2016                                       | Alleen Bassie                                             |
| De brief voor Sinterklaas              | 2019                                       | Alleen Adriaan                                            |

Bas en Aad verschenen daarnaast regelmatig als zichzelf of in hun rollen als Bassie en Adriaan in diverse amusementsprogramma’s. Zo waren ze te zien in de Showbizzquiz , Ron's Honeymoonquiz , Laat ze maar lachen  en Wie ben ik? .

### Hoorspelen
Bassie en Adriaan hebben verschillende hoorspelen gemaakt:
1. Sprookjes verteld door Bassie & Adriaan (Bassie en de wonderlamp) (1980)
2. Sint Nicolaas op bezoek bij Circus Bassie & Adriaan (1980)
3. Als geheime agenten (1982)
4. Het avontuur van de diamantroof (1983)
5. Op schattenjacht (1983-1984)[65]
  1. Op schattenjacht (titel van lp-uitgave 1985, ingekort en een aantal dialogen opnieuw ingesproken)
  2. De verdwenen schat (titel van cd-uitgave 1996, ingekort en een aantal dialogen opnieuw ingesproken)
6. De Verzonken stad (2001)

### Stripalbums
In de periode 1983-1985 verschenen drie stripalbums van Bassie en Adriaan. De tekeningen waren van Frans Verschoor en de tekst van Aad van Toor.

### Computerspellen
In 1997 verscheen het spel Spelen met Bassie en Adriaan op cd-rom met spelletjes als karaoke, wie is waar?, kleuren en het boevenspel. Voor het boevenspel spraken Paul van Soest (Handige Harry) en Hans Beijer (B100) de stemmen in van hun personage. De stemmen van de Baron, B2 en Vlugge Japie werden door Bas en Aad gedaan. In 1998 volgde Spelen met Bassie en Adriaan deel 2. In 2012 verscheen op de iPad de Bassie en Adriaan Game. Bas en Aad van Toor spraken hiervoor wederom de stemmen in. In 2022 verscheen de app Bassie & Adriaan: Een Gouden Vangst.
| Titel                               | Jaar |
| ----------------------------------- | ---- |
| Spelen met Bassie en Adriaan        | 1997 |
| Spelen met Bassie en Adriaan deel 2 | 1998 |
| Bassie en Adriaan Game              | 2012 |
| Bassie & Adriaan: Een Gouden Vangst | 2022 |

### Magazine
Tussen 1996 en 2000 verscheen het Bassie en Adriaan Magazine. In totaal werden er 25 nummers uitgebracht. Aad van Toor stopte het magazine na het plotseling overlijden van tekenaar (en goede vriend) Frans Verschoor.

### Discografie
In 1985 verschenen er nieuwe versies van een aantal nummers, speciaal gemaakt voor de lp De leukste liedjes die in 1989 ook op cd verscheen. Dit gebeurde wederom in 1992 voor de cd De leukste liedjes deel 2. In 1997 zijn er aantal nieuwe arrangementen gemaakt voor een aantal liedjes voor de cd-rom Spelen met Bassie en Adriaan. De laatste nieuwe versie van een aantal nummers is gemaakt in 1999 voor de live-cd's en -dvd's. De liedjes uit de televisieserie Liedjes uit Grootmoeders Tijd staan niet in de lijst. Sommige liedjes zijn niet verschenen in de televisieserie maar wel in speciale uitzendingen of op lp's.

#### Liedjes
- (De) Fairies
- (De) Kraanmachinist
- (De) muis en olifant
- (De) Ondervraging
- (De) prins en de kikker
- (De) Spaanse zon
- (De) Spijskaart
- (De) trainer
- (De) vrachtwagenchauffeurs
- (De) wereldreis van clown Bassie
- (Het) Bakkerslied
- ABC het alfabet
- Abracadabra
- Achter de wolken schijnt de zon
- Acrobatenlied
- Alle kinderen van de wereld
- Alles is voor Bassie
- Als ik de president was
- Als maar voort
- Altijd blijven lachen
- Bassie als toreador
- Bassie en Adriaan die houden van de kleintjes
- Bassie en zijn vriendje
- Benidorm
- Caraïbisch Carnaval
- Clown Blues
- Clowntje wil ik zijn
- Dag vriendjes (kort)
- Dag vriendjes (lang)
- Dat is dom
- De show gaat beginnen
- Dierentaal
- Dimitri
- Duitse les
- Een gewaarschuwd mens
- Eenzame Bassie
- Engelse les (Good morning, is goeiemorgen)
- Engelse les (Yes sir, dat is...)
- Er is een circus in de stad
- Erik de Viking
- Ezel beladen
- Franse les
- Ga je mee (naar het circus)
- Ga naar het bos of het strand
- Garagelied
- Gefeliciteerd
- Geheime agenten
- Geld, geld, geld
- Geronimo
- Goeiemorgen
- Griekse les
- Had ik nou maar nee/ja gezegd
- Hallo vriendjes (kort)
- Hallo vriendjes (lang)
- Heimwee van een clown
- Het circus is weer in de stad
- Het orkest
- Hoera, het circus is er weer
- Hondenkoor
- Hou je rustig
- Ik ben een clown
- In de lente
- In Griekenland
- In het circus
- In ons circus
- Italiaanse Les
- Jaqueline
- Jimmy
- Kapitein Bassie
- Kinderdisco-medley
- Kom, we gaan er weer tegen aan
- Lachen, lachen, lachen
- Lachen is het beste medicijn
- Maak de piste maar vrij
- Mac Bassie
- Met een bril op
- Mijn rode neus
- Musketiers
- Naar bed
- Naar het circus 1
- Naar het circus 2
- Neefs dierentuin
- O, wat dom
- Onze auto rijdt op alcohol
- Ook een clown
- Op de kermis
- Opgeruimd staat netjes
- Patat met mayonaise
- Pinkie de baviaan
- Portugese les
- Rare dingen
- Spaanse les
- Spoken bestaan niet
- St. Maarten
- Terug in het circus
- Titelliedje Bassie en Adriaan
- Toen ging de wekker
- Truckerslied (on the highway)
- Uno, dos, tres
- Veilig over de straat
- Vier seizoenen heeft een jaar
- Vriendelijk zijn
- Waar zijn we toch mee bezig?
- Wat heb je nou gedaan?
- Wat laat je me weer lachen
- We reizen met het hele circus
- Wij zijn nietig
- Wij zijn reuzen
- Zeg stel je nou voor
- Zijn wij bij de politie
- Zo vrij als een vogel

#### Albums
- 18 liedjes van Bassie en Adriaan (1978)
- Olé (1978)
- Avonturen met Bassie En Adriaan (1979)
- Feest Met Bassie & Adriaan(1979)
- Sprookjes verteld door Bassie & Adriaan: Bassie en de Wonderlamp (1980)
- Sint Nicolaas op bezoek bij Circus Bassie & Adriaan (1980)
- Circus Bassie & Adriaan (1982)
- Bassie & Adriaan als geheime agenten (1982)
- De leukste liedjes van Bassie en Adriaan (1985)
- Radiostation (1985)
- Radiostation nr. 2 vanuit Griekenland (1989, 1999)
- De pepernoten in samenwerking met Bassie en Adriaan (1989)
- Diamantroof & Liedjes van Bassie en Adriaan (1990)
- Op schattenjacht (1991)
- Als geheimagenten (1991)
- Feest met Bassie en Adriaan (1991)
- Een feest vol avonturen (1992)
- De leukste liedjes deel 2 (1992)
- Altijd blijven lachen (1992)
- Op reis met Bassie en Adriaan door Europa (1993)
- Bassie en Adriaan en de reis vol verrassingen (1993)
- 60 liedjes uit grootmoeders tijd deel 1 (1994)
- Bij Sinterklaas (1994)
- 16 zotte liedjes (1995)
- Alle Sinterklaasliedjes (1996)
- Liedjes uit het geheim van de sleutel (1996)
- De leukste liedjes deel 3 (1997)
- Live! (1999)
- De verdwenen schat (hoorspel, 1996, 1998, 2001)
- De verzonken stad (hoorspel, 2001)
- 12 ambachten, 13 liedjes (2001)
- Reizen en zingen (2001)
- De 12 mooiste ballades (2001)
- 25 jaar feest (2001)
- Paul de Leeuw en Bassie en Adriaan - Bohemian Rhapsody (2001) hoogste positie single top 100-nummer 76 (1 week)
- 60 liedjes uit grootmoeders tijd deel 2 (2002)
- Als geheimagenten (uitgave berengoed, 2004)
- Olé (2004, herziene versie)
- Bassie en Adriaan Original Soundtrack Album (2004)
- Bassie en Adriaan Original Soundtrack Album deel 2 (2013)
- De allerbeste liedjes van Bassie & Adriaan (2016-2017)
- Bassie & Adriaan De Leukste Liedjes[67] Deel 1 (2016)
- Bassie & Adriaan De Leukste Liedjes[68] Deel 2 (2016)
- Bassie & Adriaan Zingen alle Sinterklaasliedjes[69](2016)
- Bassie & Adriaan Liedjes van TV[70] deel 1 (2019)
- Bassie & Adriaan Liedjes van TV[71] deel 2 (2019)
- Bassie & Adriaan Liedjes van TV[72] deel 3 (2019)
- Bassie & Adriaan Liedjes van TV[73] deel 4 (2019)
- Bassie & Adriaan Liedjes van TV[74] deel 5 (2019)
- Karaoke Feest[75] (2019)
- Een Schat aan Liedjes (2020)
- Altijd Blijven Zingen (2025)

## Enkele acteurs en hun rollen
| Acteur            | Rol | Opmerking                                                                        |
| ----------------- | --- | -------------------------------------------------------------------------------- |
| Bas van Toor      | Clown Bassie, Vlugge Japie, eigenaar waterscooter, stand-in/stuntman B2 tijdens autoachtervolging (Het geheim van de sleutel). Een van de (Groene) mannen (De huilende professor), visser, kermisbaas (Leren en Lachen), bakker, een van de fairies (De geheimzinnige opdracht).                                                                          |                                                                                  |
| Aad van Toor      | Acrobaat Adriaan, De Baron (alleen in Het geheim van de schatkaart en Keet & Koen en de Speurtocht naar Bassie & Adriaan), televisiepresentator (Leren & Lachen), stand-in professor (De huilende professor). |                                                                                  |
| Paul van Gorcum   | De Baron (vanaf De verdwenen kroon), Professor Archibald Chagrijn (De huilende professor), diamantair Glitter & Schitter (De diamant), Sinterklaas (Bassie en de reis van Zwarte Piet). |                                                                                  |
| Joop Dikmans      | B2 (Het geheim van de schatkaart, De verdwenen kroon en De verzonken stad), toerist (Het geheim van de schatkaart en De verzonken stad). | Jongere broer van Harry Dikmans.                                                 |
| Harry Dikmans     | B2 (Het geheim van sleutel en De diamant). | Oudere broer van Joop Dikmans.                                                   |
| Hans Beijer       | B100 (De geheimzinnige opdracht en De reis vol verrassingen). |                                                                                  |
| Paul van Soest    | Handige Harry (De geheimzinnige opdracht en De reis vol verrassingen). |                                                                                  |
| Dick Engelbracht  | Inspecteur de Vries en marktkoopman (Het geheim van de schatkaart). |                                                                                  |
| Paul Meijer       | De Boevenbaas (Het geheim van de sleutel), Circusdirecteur (De plaaggeest). |                                                                                  |
| Frans Kokshoorn   | De Boevenbaas (De diamant). |                                                                                  |
| Willem Sibbelee   | B1 (Het geheim van de sleutel en De diamant), hoofdagent (De plaaggeest). |                                                                                  |
| Jaap Stobbe       | Plaaggeest, Douwe (De plaaggeest). |                                                                                  |
| Dick Rienstra     | Inspecteur/Adjudant Van der Steen (De diamant, De huilende professor, De verdwenen kroon). |                                                                                  |
| Aart de Heer      | André du Lord (Het geheim van de sleutel en De diamant) | De halfbroer van Bas en Aad van Toor.                                            |
| Hans Otjes        | Kapitein (De huilende professor). |                                                                                  |
| Hans Leendertse   | Joris (De huilende professor). |                                                                                  |
| Jan Anne Drenth   | Het schoolhoofd (De plaaggeest). |                                                                                  |
| Johan Sirag       | Schandebakker (De plaaggeest). |                                                                                  |
| Danny Verbiest    | Danny (De verzonken stad en De geheimzinnige opdracht). |                                                                                  |
| Evert van den Bos | Agent (Het geheim van de schatkaart), Evert (Leren en Lachen, Bassie en de speurtocht naar Charly, Bassie en de reis van Zwarte Piet), stand-in Bassie, stand-in Vlugge Japie (De verdwenen TROS-ster, ren-scènes De reis vol verrassingen) | De schoonzoon van Bas van Toor.                                                  |
| Guus Verstraete   | Inbreker, man met glaswerk, man bij kassa (De plaaggeest), man bij vliegveld in winkeltje voor het liedje Raar maar waar, man die slagroom in zijn gezicht krijgt (Het geheim van de sleutel), reporter, hotelmedewerker, man in paars pak bij het circus (allen De huilende professor), stem van Robin de robot (originele versie De huilende professor) | Regisseur van de Plaaggeest, Het geheim van de sleutel en De huilende professor. |
| Ina van Woerden   | Stem van Robin de robot (vanaf Het geheim van schatkaart, in de nabewerking van De huilende professor uit 2003 en in Keet & Koen en de Speurtocht naar Bassie & Adriaan). | Echtgenote van Aad van Toor uit tweede huwelijk.                                 |
| Theo van Woerden  | Agent (De verdwenen kroon). | Zwager van Aad van Toor.                                                         |

## Tentoonstellingen
Op 1 juli 2004 opende het duo een tentoonstelling van rekwisieten uit de televisieseries in het TV Toys Museum te Dieren. Deze liep tot 30 september 2004.
In 2013 volgde een tweede tentoonstelling getiteld Bassie en Adriaan - 35 jaar op TV! in het Oude Ambachten en Speelgoedmuseum in Terschuur. Deze liep in eerste instantie van 6 februari tot en met 31 augustus 2013, maar werd vanwege succes verlengd tot 30 december 2013.
In 2017 was er een derde tentoonstelling te zien in het Familietheater Flamingo in Vlaardingen. Eind juli hadden naar schatting tussen de 4000 en 5000 mensen de tentoonstelling bezocht. Bij deze laatste tentoonstelling, die liep tot en met 3 september, waren Bassie en Adriaan ook regelmatig zelf aanwezig voor een ontmoeting met de fans. Op 18 augustus verscheen Bas van Toor als het karakter Vlugge Japie.
In oktober 2020 werd er een vierde tentoonstelling Bassie & Adriaan – een schat aan herinneringen geopend in museum Vlaardingen. Deze expositie gaat over hun leven en persoonlijke carrière. De tentoonstelling liep tot 24 oktober 2021. In 2022, 2023 en 2024 werden er diverse keren een meet en greet met Aad van Toor in hetzelfde museum georganiseerd.

## Prijzen en onderscheidingen
- In 1993 kreeg het duo een plek op de Walk of Fame in Rotterdam.
- In 1994 kreeg het duo een Platina Award voor de driedelige videobanden van de televisieserie De huilende professor. Er werden in zes weken, via een reclameactie van een slagersorganisatie, 251.000 banden verkocht.[82]
- In 1995 kreeg het duo een Platina Award voor de zesdelige videobanden De geheimzinnige opdracht, voor meer dan 150.000 verkochte banden.[83]
- In 1997 kreeg het duo een Special Video Award voor 1 miljoen verkochte videobanden en een prijs voor een half miljoen verkochte geluidsdragers.
- In 1997 werden de broers benoemd tot Ridder in de Orde van Oranje-Nassau.[84]
- In 2000 kreeg het duo een Drievoudige Platina Video Award voor de zesdelige videobanden De geheimzinnige opdracht (300.000 verkochte exemplaren), de vijfdelige De reis vol verrassingen (200.000) en de tweedelige Liedjes uit Grootmoederstijd (200.000).[85]
- In 2002 kreeg het duo de Zilveren Parel van Nederland uit handen van André van Duin.[86]
- In 2005 presenteerde de burgemeester van Vlaardingen het duo een bronzen borstbeeld vanwege hun verdiensten voor de gemeente waar vele tv-afleveringen zijn opgenomen. Het beeld staat in het Vlaardingse theater.[87]
- In het Luxor Theater in Rotterdam is een bankje voor twee met de naam Bassie en Adriaan.[88]
- In 2015 kreeg het duo een Lifetime Achievement Award, ook wel de Belgische Oscar genoemd, en de RTL Telekids Oeuvre Award voor hun grote en belangwekkende bijdrage aan de Nederlandstalige televisie in Vlaanderen en in Nederland.[89][90]
- In november 2015 kreeg het duo een Gouden Film Award, voor het trekken van 100.000 bioscoopbezoekers voor de film Keet & Koen en de speurtocht naar Bassie & Adriaan.[89]
- In 2016 kreeg het duo een platina award. Al vóór de film in de winkels verscheen, waren er al 25.000 dvd's van Keet & Koen en de speurtocht naar Bassie & Adriaan verkocht.[42]
- Op 26 juni 2024 zijn Bas en Aad van Toor benoemd tot ereburgers van Vlaardingen.[91]

## Rechtszaak
In 2020 vond er een definitieve uitspraak plaats in een langslepend conflict via een rechtszaak van een aantal oud-tegenspelers. Deze maken aanspraak op duizenden euro’s voor hun aandeel in de series. Het conflict dateert uit 2005. De tegenspelers werden gedeeltelijk in het gelijk gesteld in 2014. De rechter stelde vast dat Bas en Aad de financiële verplichtingen voor de door hun zelf geproduceerde series Het Geheim van de Schatkaart, De Verdwenen Kroon, De Verzonken Stad, De Geheimzinnige opdracht en De Reis Vol Verrassingen volgens de afspraken hadden voldaan en dat de tegenspelers voor deze series geen recht hebben op een vergoeding. Maar de rechter stelde wel vast dat de tegenspelers voor series De Plaaggeest, Het Geheim van de Sleutel, De Diamant en De Huilende Professor recht hadden op een vergoeding voor de verkochte dvd's. Deze series werden oorspronkelijk geproduceerd door Joop van den Ende, die de rechten hiervan begin jaren '90 verkocht aan Bas en Aad. Over de hoogte van deze financiële vergoeding werd geen overeenstemming gesloten. In november 2020 vond er een definitieve uitspraak plaats. De rechter stelde de tegenspelers nogmaals in het gelijk, maar de toegewezen schadevergoeding voor deze vier series was veel lager dan oorspronkelijk geëist.